# M21狙擊手武器系統
M21狙擊手武器系統（M21 Sniper Weapon System簡稱：M21 SWS）是一款以M14自動步槍作基礎改良而成的半自動狙擊步槍。美國陸軍從1969年開始裝備，1988年開始被M24狙擊手武器系統所取代，不過後來有部份M21被重新配發給在阿富汗和伊拉克作戰的美軍士兵使用。

## 歷史
美軍在越南戰爭時認為作戰部隊需要裝備狙擊步槍。結果M14因為高精度、可靠及可短時間內再次射擊（半自動，而非M40狙擊步槍的旋轉後拉式槍機）而被選來改裝。1969年，岩島兵工廠（Rock Island Arsenal）將1,435把M14裝上國際比賽級槍管、Leatherwood Adjustable Ranging Telescope（ART）9倍瞄準鏡、國際比賽級高精度子彈，成為XM21。
直到1975年，XM21正式命名為M21 （其實在1969年12月早已非正式命名為M21）。美國陸軍裝備M21狙擊步槍直到1988年，以旋轉後拉式槍機的M24狙擊手武器系統替換，然而M21仍然被繼續使用至21世紀。

## 衍生型

### XM25／M25
XM25／M25是M21的更新改進型，1980年代後期用於裝備美國陸軍第10特種部隊群（10th Special Forces Group）、第75游騎兵團及美國海軍海豹部隊。
M21／M25重量為5.27公斤（不計算瞄準鏡），作為軍用狙擊步槍，M21／M25使用10發或20發M14彈匣供彈，5發彈匣只供民間使用。

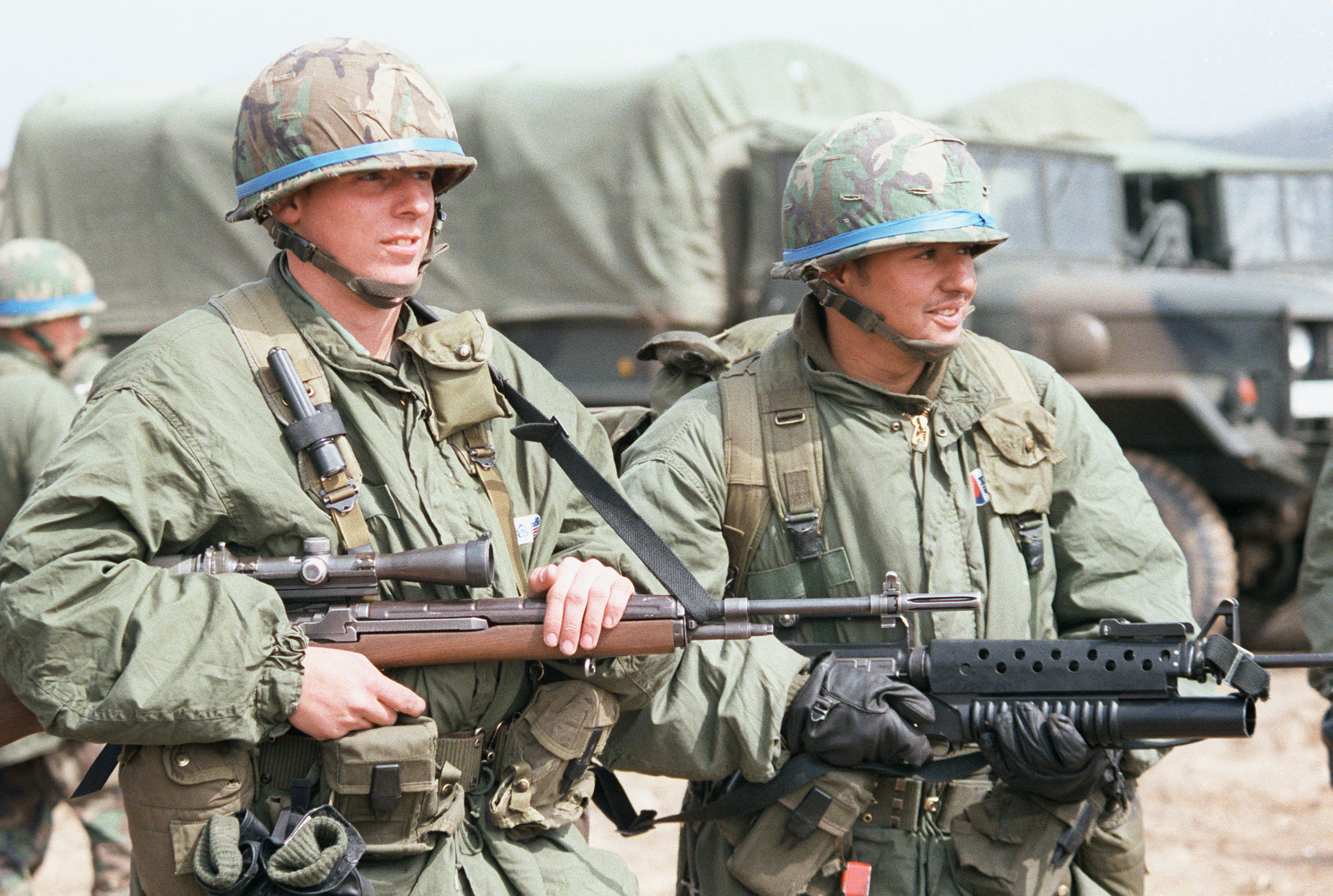
1984年在韓國的美軍，左方的士兵手持M21，右方的士兵則手持裝上M203的M16A1
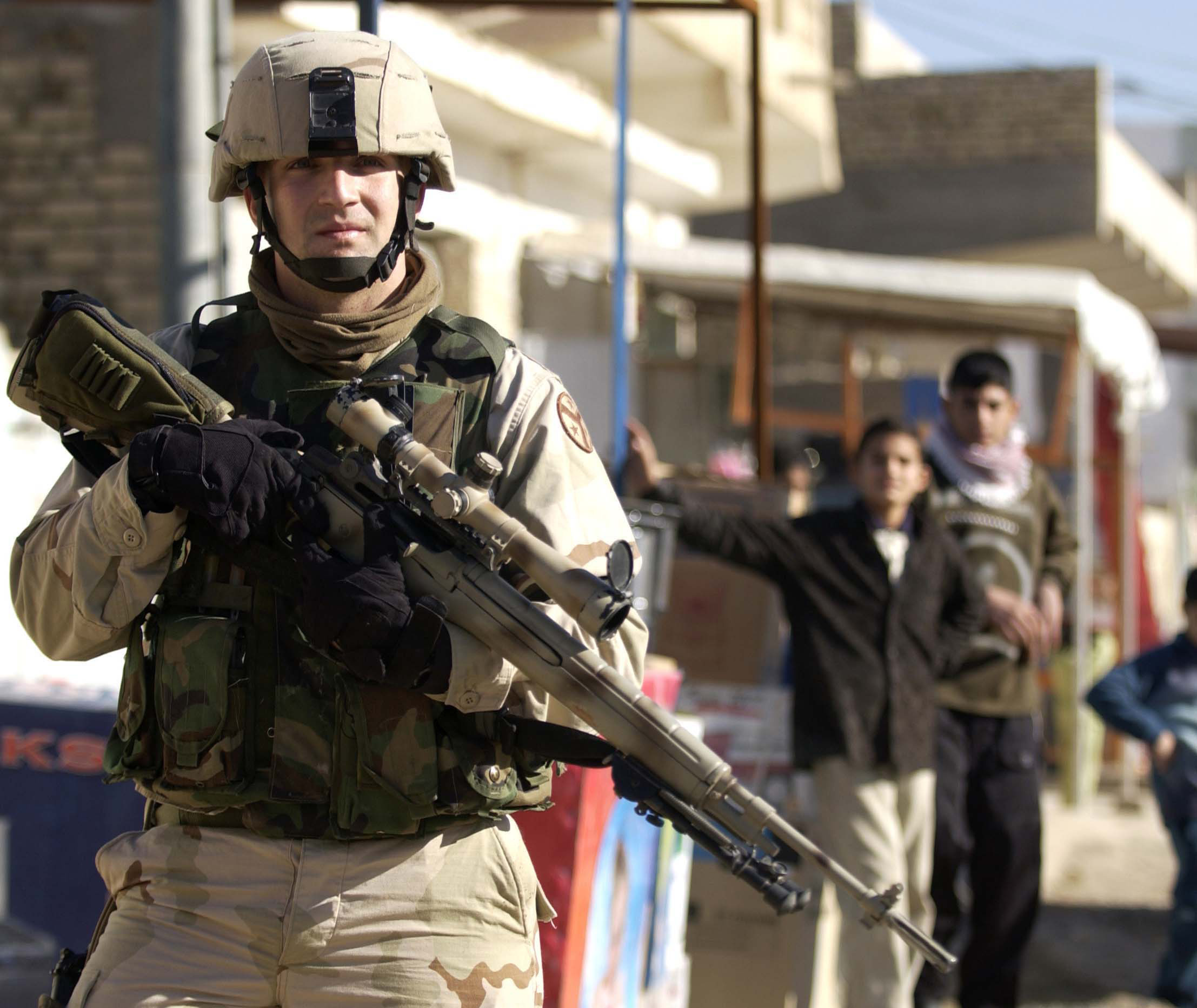
2005年在伊拉克作戰的美軍使用M21
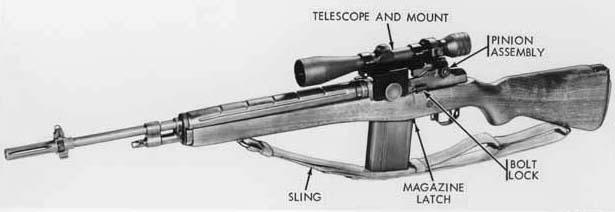
M21圖解
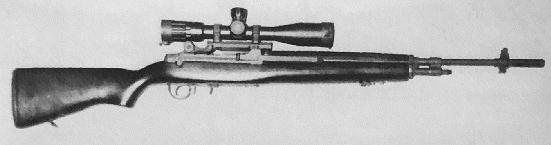
M25狙擊步槍

## 使用國
- - 澳洲國防軍（越戰期間使用）
- 希腊
  - 希臘軍隊特種部隊單位
- - 洪都拉斯武裝部隊
- 以色列
  - 以色列國防軍
- 菲律賓
  - 菲律賓武裝部隊
- 波蘭
  - 波蘭武裝力量行動應變及機動組
- 中華民國
  - 中華民國海軍陸戰隊特勤隊
- 美国
  - 美國陸軍
- 委內瑞拉
  - 玻利瓦國家軍特種部隊單位

## 參看
- M14自動步槍
- M21A5瘋馬狙擊步槍
- M25狙擊手武器系統
- M24狙擊手武器系統
- SVD狙擊步槍

## 外部連結
- （英文）—美國陸軍有關M21狙擊步槍的簡介
- （英文）—Global Security.org網站上有關M21狙擊步槍的介紹 （页面存档备份，存于）（同時可以在FAS.org （页面存档备份，存于）網站上查閱）
- （英文）—狙擊中心上有關M21狙擊步槍的介紹
- （英文）—SniperParadise網站上有關M25狙擊步槍的介紹
- （英文）—AnySoldier網站上有關M21狙擊步槍的介紹
- （英文）—Modern Firearms—M21 Sniper Rifle （页面存档备份，存于）
- （中文）—槍炮世界—M21狙擊步槍 （页面存档备份，存于）